# Wings of Fury
Wings of Fury est un jeu vidéo de type shoot them up développé par Steve Waldo et édité par Brøderbund en 1987 sur Apple II. Le jeu a été adapté sous DOS en 1989, sur Amiga, Amstrad CPC, Commodore 64 en 1990 et sur Game Boy Color en 1999.
L'action se déroule en 1944 durant les campagnes du Pacifique. Le joueur est aux commandes d'un avion de chasse F6F Hellcat et doit accomplir divers objectifs : bombardement d'îles environnantes, destruction de forces aériennes, torpillages de navires, etc. L'environnement est visualisé de profil mais à l'inverse des shoot them up classiques, le joueur est libre de ses déplacements et ses ressources sont limitées (ravitaillements, armement en quantité limitée).

## À noter
- Le studio canadien Unlimited Software a adapté le jeu sur Amiga et DOS.
- La version sur le micro japonais Sharp X68000 se différencie des autres en adoptant le point de vue nippon.